# Gare d’Épinay-sur-Seine
Gare d’Épinay-sur-Seine vasútállomás és RER állomás Franciaországban, Épinay-sur-Seine településen.

## Vasútvonalak
Az állomást az alábbi vasútvonalak érintik:
- Ermont-Eaubonne-Champ-de-Mars-vasútvonal

## Kapcsolódó állomások
A vasútállomáshoz az alábbi állomások vannak a legközelebb:
- Gare de Saint-Gratien (Gare de Pontoise, RER C)
- Gare de Gennevilliers (Gare de Massy - Palaiseau, RER C)

## Lásd még
- Franciaország vasútállomásainak listája
- A RER állomásainak listája